# Język ezopowy
Język ezopowy – formułowanie wypowiedzi tak, aby jej treści zostały zasugerowane w sposób utajony, pośredni, zawoalowany. Charakterystyczne dla ezopowego języka jest posługiwanie się metaforą, peryfrazą, synekdochą, parabolą itp.
Określenie „ezopowy język” pochodzi od Ezopa, greckiego bajkopisarza (VI w. p.n.e.). Językiem ezopowym posługuje się na przykład poezja, publicystyka poddana ograniczeniom cenzury.